# Laforêtit
Laforêtit ist ein sehr seltenes Mineral aus der Mineralklasse der Sulfide und Sulfosalze. Es kristallisiert im tetragonalen Kristallsystem mit der chemischen Zusammensetzung AgInS2 und bildet bis zu 30 µm große Einschlüsse in Galenit.

## Etymologie und Geschichte
Das Mineral wurde erstmals 1999 von N. Meisser, P. Thelin, P.-J. Chiappero und C. Maurel in der Montgros-Mine bei Pinols im Département Haute-Loire (Frankreich) gefunden. Sie benannten es nach dem französischen Metallurgen Claude P. Laforêt.

## Klassifikation
In der mittlerweile veralteten, aber noch gebräuchlichen 8. Auflage der Mineralsystematik nach Strunz gehörte der Laforêtit zur Mineralklasse der „Sulfide und Sulfosalze“ und dort zur Abteilung der „Metall (M) : Schwefel (S), Selen, Tellur = 1:1“, wo er zusammen mit Chalkopyrit, Eskebornit, Gallit, Lenait und Roquesit eine eigenständige Gruppe bildete.
Die seit 2001 gültige und von der International Mineralogical Association (IMA) verwendete 9. Auflage der Strunz’schen Mineralsystematik ordnet den Laforêtit ebenfalls in die Klasse der „Sulfide und Sulfosalze“ und dort in die Abteilung der „Metallsulfide mit dem Stoffmengenverhältnis M : S = 1 : 1 (und ähnliche)“ ein. Diese Abteilung ist allerdings weiter unterteilt nach den in der Verbindung vorherrschenden Metallen, so dass das Mineral entsprechend seiner Zusammensetzung in der Unterabteilung „mit Zink (Zn), Eisen (Fe), Kupfer (Cu), Silber (Ag) usw.“ zu finden ist, wo es zusammen mit Chalkopyrit, Eskebornit, Gallit, Haycockit, Lenait, Mooihoekit, Putoranit, Roquesit und Talnakhit die „Chalkopyritgruppe“ mit der System-Nr. 2.CB.10 bildet.
Auch die vorwiegend im englischen Sprachraum gebräuchliche Systematik der Minerale nach Dana ordnet den Laforêtit in die Klasse der „Sulfide und Sulfosalze“ und dort in die Abteilung der „Sulfidminerale“ ein. Hier ist er zusammen mit Chalkopyrit, Eskebornit, Gallit, Roquesit und Lenait in der „Chalkopyritgruppe (Tetragonal: I42d)“ mit der System-Nr. 02.09.01 innerhalb der Unterabteilung der „Sulfide – einschließlich Selenide und Telluride – mit der Zusammensetzung AmBnXp, mit (m+n):p=1:1“ zu finden.

## Bildung und Fundorte
Laforêtit bildet sich unter hydrothermalen Bedingungen. Es ist je nach Fundort vergesellschaftet mit Galenit, Sphalerit, Baryt, Ankerit und Quarz oder Sphalerit, Hocartit und Pyrargyrit.
Neben der Tsumeb Mine sind Funde nur noch aus der Toyoha-Mine bei Sapporo in Japan bekannt.

## Kristallstruktur
Laforêtit kristallisiert im tetragonalen Kristallsystem in der Raumgruppe I42d (Raumgruppen-Nr. 122) mit den Gitterparametern a = 5,88 Å und c = 11,21 Å sowie vier Formeleinheiten pro Elementarzelle.